# 北海道道602号東三川由仁停車場線
北海道道602号東三川由仁停車場線（ほっかいどうどう602ごう ひがしみかわゆにていしゃじょうせん）は、北海道夕張郡由仁町内を結ぶ一般道道（北海道道）である。

## 概要

### 路線データ
- 起点：北海道夕張郡由仁町東三川（国道274号交点）
- 終点：北海道夕張郡由仁町中央（JR北海道 室蘭本線 由仁駅、北海道道477号滝下由仁停車場線交点）
- 路線延長：9.5km（総延長）

## 歴史
- 1968年（昭和43年）3月30日 路線認定[1]。

## 路線状況

### 重複区間
- 由仁町東栄 - 由仁町中央（北海道道3号札幌夕張線）

## 地理

### 通過する自治体
- 空知総合振興局
  - 夕張郡由仁町

### 交差する道路
由仁町
- 国道274号 - 東三川（起点）
- 北海道道1008号夕張長沼線 - 岩内
- 国道234号 - 東栄
- 北海道道3号札幌夕張線 - 東栄、中央（重複）
- 北海道道477号滝下由仁停車場線 - 中央（終点）

### 沿線にある施設など
由仁町
- 由仁郵便局 - 中央21
- JR北海道 室蘭本線 由仁駅 - 本町